# Trùm Hương Cảng
Trùm Hương Cảng (tiếng Trung: 追龍, tiếng Anh: Chasing the Dragon, Hán-Việt: Truy long) là một bộ phim điện ảnh thuộc thể loại hành động – hình sự – chính kịch công chiếu vào năm 2017 do Hồng Kông – Trung Quốc hợp tác sản xuất. Phim do hai ngôi sao Chân Tử Đan và Lưu Đức Hoa đóng chính kiêm đồng sản xuất với đạo diễn Vương Tinh, người cũng tham gia viết kịch bản và đồng đạo diễn cho bộ phim. Đây là phiên bản làm lại từ bộ phim gốc của Hồng Kông năm 1991 có tựa là Bá Hào. Lấy cảm hứng từ hai nhân vật lịch sử khét tiếng của Hồng Kông là Ngô Tích Hào và Lôi Lạc, phim xoay quanh về cuộc đời của Ngũ Thế Hào, trong hành trình từ người di cư bất hợp pháp cho đến trở thành một ông trùm khét tiếng về ma túy ở Hồng Kông.
Phim chính thức ra mắt tại Hồng Kông từ ngày 28 tháng 9 năm 2017, tại Trung Quốc vào ngày 30 tháng 9 và tại Việt Nam vào ngày 27 tháng 10 cùng năm. Với doanh thu 576 triệu RMB từ kinh phí 200 triệu RMB, Trùm Hương Cảng đã nhận được nhiều lời khen ngợi từ các khán giả lẫn giới phê bình phim, đồng thời luôn đứng đầu tại các doanh thu phòng vé trên toàn cầu. Bộ phim còn thu về nhiều giải thưởng điện ảnh Hồng Kông, trong đó có đề cử cho hạng mục Phim hay nhất. Phần hai của bộ phim có tựa là Trùm Hương Cảng 2: Truy long chính thức ra mắt vào năm 2019.